# Grumello del Monte
Grumello del Monte é uma comuna italiana da região da Lombardia, província de Bérgamo, com cerca de 7.404 habitantes. Estende-se por uma área de 9,94 km², tendo uma densidade populacional de 744,87 hab/km². Faz fronteira com Carobbio degli Angeli, Castelli Calepio, Chiuduno, Gandosso, Palazzolo sull'Oglio (BS), Telgate.

## Demografia
| Variação demográfica do município entre 1861 e 2011                               |
|                                                                                   |
| Fonte: Istituto Nazionale di Statistica (ISTAT) - Elaboração gráfica da Wikipedia |